# Europacup I hockey mannen 1970
De Europacup I voor mannen in 1970 was het tweede onofficiële Europese bekertoernooi en werd gehouden in Terrassa. Er deden negen teams mee. Club Egara won ook de tweede editie van de Europacup I. 

## Einduitslag
1.  Club Egara 

2.  Laren 

3.  Royal Léopold Club 

4.  SC 1880 Frankfurt 

5.  Cork Church 

6.  FC Lyon 

7.  TJ Praha 

8.  MDA Roma 

9.  HC Red Sox